# Torey Ross
Torey Ross, född 1875 i Göteborg, död 1966 i Chicago, var en svensk-amerikansk målare och urkonstruktör.
Ross kom som immigrant till Amerika 1889 och studerade konst vid Art Institute of Chicago och vid Palette and Chisel Club. Han var verksam som konstruktör av mekaniska tidmätare vid sitt eget företag Ross Time Recorder Company som tillverkade olika typer av tidmätare. Som konstruktör innehade han en rad patent på sina urkonstruktioner. Han var medlem i gruppen Chicago Business Men's Art Club som bestod av affärsmän, advokater och läkare som målade vid sidan av sina ordinarie arbeten. För de i gruppen som önskade mer vägledning i sitt målande engagerade man konstnären Karl Buehr som kursledare. Gruppen genomförde ett antal samlingsutställningar på olika platser i Amerika. 
Ross medverkade i utställningar ett flertal gånger på Art Institute of Chicago, the Swedish American Club i Chicago, Salons of America och med Society of Independent artists. Han deltog i en svensk-amerikansk vandringsutställning i Sverige 1920 och i en konstutställning i Göteborg 1923. Han utförde ett antal målningar på aluminium istället för duk eftersom han ville prova ett material som inte rörde sig. Ross finns representerad med två målningar vid Smålands museum i Växjö.